# Rudolf Burgmann
Rudolf Burgmann (* 29. Juli 1874 in Ödenburg, Ungarn; † 1. Februar 1943 in Eisenstadt) war ein österreichischer Volksschuldirektor und Politiker (CS). Burgmann war Abgeordneter zum Burgenländischen Landtag, Landesrat in der Burgenländischen Landesregierung sowie Abgeordneter zum Nationalrat und Mitglied des Bundesrates. Burgmann war verheiratet.
Burgmann wurde als Sohn des Feldhüters Matthias Burgmann aus Ödenburg geboren. Er absolvierte nach der Volksschule das Untergymnasium und die katholische Lehrerbildungsanstalt in Sopron. Danach war er als Volksschullehrer tätig und engagierte sich zudem von 1922 bis 1932 als Präsident des katholischen Lehrervereines im Burgenland. Ab 1932 war er Ehrenpräsident des Vereines. Burgmann war zudem Hauptinspektor der katholischen Schulen des Burgenlandes, erhielt 1931 den Berufstitel Regierungsrat verliehen und war Volksschuldirektor in Eisenstadt.
Burgmann gehörte zwischen dem 15. Juli 1922 und dem 20. Mai 1927 dem Burgenländischen Landtag an. Er war zudem vom 15. Juli 1922 bis zum 13. November 1923 Zweiter Landtagspräsident. Ab dem 4. Jänner 1924 gehörte Burgmann zudem als Landesrat der Landesregierung Rauhofer I an, bevor er sein Amt am 15. Dezember 1926 niederlegte. Burgmann war des Weiteren vom 25. Juli 1922 bis zum 4. Jänner 1924 sowie vom 28. Juni 1927 bis zum 10. Dezember 1930 Mitglied des Bundesrates und gehörte zwischen dem 30. April 1934 und dem 2. Mai 1934 kurzfristig dem Nationalrat an. Zudem war Burgmann zwischen dem 1. Dezember 1929 und dem 31. Mai 1930 Vorsitzender des Bundesrates.